# Nesogryllacris wetterana
Nesogryllacris wetterana är en insektsart som först beskrevs av Heinrich Hugo Karny 1931.  Nesogryllacris wetterana ingår i släktet Nesogryllacris och familjen Gryllacrididae. Inga underarter finns listade i Catalogue of Life.